# Джон Фуртадо
Джон Фуртадо (порт. John Victor Maciel Furtado, нар. 13 лютого 1996, Діадема) — бразильський футболіст, воротар клубу «Ботафогу». Виступав також за низку інших бразильських і закордонних клубів. Чемпіон Бразилії. Володар Кубка Лібертадорес.

## Ігрова кар'єра
Джон Фуртадо народився 1996 року в місті Діадема. Займався в юнацьких командах футбольних клубів «Сан-Паулу» та «Сантус». У професійному футболі Джон дебютував 2016 року виступами за команду проте основним воротарем команди не став, і в 2019 році керівництво клубу віддало гравця в оренду до клубу «Португеза Сантіста». Наступного року Джон Фуртадо повернувся до «Сантуса», де грав до 2023 року, після чого знову грав у оренді в бразильському клубі «Інтернасьйонал» та іспанському клубі «Реал Вальядолід».
З 2024 року Джон Фуртадо грає на батьківщині в клубі «Ботафогу», в якому став основним воротарем. У складі команди футболіст у 2024 році став чемпіоном Бразилії та володарем Кубка Лібертадорес.

## Титули і досягнення
- Чемпіон Бразилії (1):

«Ботафогу»: 2024
- Володар Кубка Лібертадорес (1):

«Ботафогу»: 2024